# Tulasnella
Tulasnella J. Schröt. (śluzowoszczka) – rodzaj grzybów z rodziny śluzowoszczkowatych (Tulasnellaceae).

## Charakterystyka
Grzyby kortycjoidalne o owocniku rozpostartym, woskowatym lub nieco galaretowatym, zazwyczaj fioletowo-szarym. Hymenofor gładki. System strzępkowy monomityczny, strzępki ze sprzążkami lub bez, u niektórych gatunków występują i/lub hyfidy i cystydy. Podstawki maczugowate do kulisto-szypułkowatych, często nabrzmiałe z brodawkowatymi wyrostkami, z wyraźnie kulistymi lub elipsoidalnymi sterygmami z prostą przegrodą u podstawy. Bazydiospory o różnej wielkości i kształcie, kuliste, robakokształtne lub helikoidalne, gładkie, produkujące zarodniki wtórne w drodze replikacji, nieamyloidalne. Po wykiełkowaniu bazydiospor mogą tworzyć się także mikrokonidia, a niektórte gatunki tworzą chlamydospory. Większość grzybów z rodzaju Tulasnella wytwarza owocniki na drewnie lub korze, głównie na dolnej stronie leżących na ziemi martwych pni i gałęzi. Niektóre gatunki tworzą mykoryzę ze storczykami.
Niektóre gatunki Tulasnella mogą być w terenie makroskopowo rozpoznane przez doświadczonego mykologa, ale pewna ich identyfikacja wymaga badań mikroskopowych. Istnieje zestaw charakterystycznych cech mikromorfologicznych u gatunków Tulasnella, jednak nawet w przypadku bardzo dokładnej obserwacji mikroskopowej, pozostaje wiele niepewności co do ich identyfikacji.

## Systematyka i nazewnictwo
Pozycja w klasyfikacji według Index Fungorum: Tulasnellaceae, Cantharellales, Incertae sedis, Agaricomycetes, Agaricomycotina, Basidiomycota, Fungi.
Synonimy nazwy naukowej: Gloeotulasnella Höhn. & Litsch., Muciporus Juel, Pachysterigma Johan-Olsen ex Bref., Prototremella Pat.
Polską nazwę nadał Władysław Wojewoda w 1999 r.
Gatunki występujące w Polsce:
- Tulasnella albida Bourdot & Galzin 1928 – śluzowoszczka biaława
- Tulasnella allantospora Wakef. & A. Pearson 1923 – śluzowoszczka serdelkowatozarodnikowa
- Tulasnella calospora (Boud.) Juel 1897 – śluzowoszczka łódkowatozarodnikowa
- Tulasnella danica Hauerslev 1987[6]
- Tulasnella deliquescens (Juel) Juel 1914 – śluzowoszczka długozarodnikowa
- Tulasnella eichleriana Bres. 1903 – śluzowoszczka podlaska
- Tulasnella fuscoviolacea Bres. 1900 – śluzowoszczka szaroróżowa
- Tulasnella hyalina Höhn. & Litsch. 1908 – śluzowoszczka przezroczysta
- Tulasnella lilacina J. Schröt. 1888[7]
- Tulasnella pallida Bres. 1903 – śluzowoszczka międzyrzecka
- Tulasnella pinicola Bres. 1903 – śluzowoszczka polska
- Tulasnella pruinosa Bourdot & Galzin 1924 – śluzowoszczka oprószona
- Tulasnella saveloides P. Roberts 1993 – śluzowoszczka kiełbaskowatozarodnikowa
- Tulasnella thelephorea (Juel) Juel 1914 – śluzowoszczka grzybolubna
- Tulasnella tomaculum P. Roberts 1993 – śluzowoszczka serdelkowatozarodnikowa
- Tulasnella violea (Quél.) Bourdot & Galzin 1909 – śluzowoszczka fioletowa

Nazwy naukowe na podstawie Index Fungorum. Wykaz gatunków i nazwy polskie według Władysława Wojewody i innych.